# Кужава, Рафал
Рафал Кужава (пол. Rafał Kurzawa; родился 29 января 1993 года, Верушув, Польша) — польский футболист, полузащитник клуба «Погонь» и сборной Польши. Участник чемпионата мира 2018 года.

## Клубная карьера
Куржава — воспитанник клуба «Гурник» из Забже. В 2012 году для получения игровой практики Рафал на правах аренды перешёл в «Рыбник». 4 августа в матче против «Ключборка» он дебютировал во Второй лиге Польши. 13 октября в поединке против «Розвоя» из Катовице Куржава забил свой первый гол за «Рыбник». По окончании аренды Рафал вернулся в «Гурник». 16 февраля 2014 года в матче против любинского «Заглембе» он дебютировал в польской Экстраклассе. 14 мая 2016 года в поединке против «Брук-Бет Термалица» Рафал забил свой первый гол за «Гурник». По итогам сезона клуб вылетел из элиты, но Куржава остался в команде и через год помог ей вернуться обратно.
Летом 2018 года Рафал перешёл во французский «Амьен». 18 августа в матче против «Монпелье» он дебютировал в Лиге 1. 15 сентября в поединке против «Лилля» Кужава забил свой первый гол за «Амьен».

## Международная карьера
13 ноября 2017 года в товарищеском матче против сборной Мексики Куржава дебютировал за сборную Польши, заменив во втором тайме Мацея Рыбуса.
В 2018 году Куржава принял участие в чемпионате мира в России. На турнире он сыграл в матче против команды Японии.